# رود کرژنتس
رود کرژنتس (انگلیسی: Kerzhenets) یک رودخانه در استان نیژنی نووگورود کشور روسیه است.